# Ulrich Vinzents
Ulrich Vig Vinzents (født 4. november 1976) er en dansk fodboldspiller, der spiller som forsvar for FC Græsrødderne.

## Karriere
Han skiftede i 2016 til FC Græsrødderne.

## Titler

### Klub
Malmö FF
- Fotbollsallsvenskan: 2010